# ويليام دين
ويليام دين (25 نوفمبر 1928 في المملكة المتحدة - 18 سبتمبر 1994) (بالإنجليزية: William Dean)‏ هو لاعب كريكت بريطاني. لعب مع نادي مقاطعة سومرست للكريكت ‏.